# Вулиця Джохара Дудаєва (Черкаси)
Ву́лиця Джохара Дудаєва — вулиця міста Черкаси.

## Розташування
Починається від вулиці Максима Залізняка і простягається на південний схід до вулиці Пастерівської.

## Опис
Вулиця вузька, не асфальтована.

## Походження назви
Вулиця утворена на початку 1960-их років. До 2023 року носила назву на честь російського композитора Михайла Глінки.
13 липня 2023 року Черкаська міська рада пернейменувала на честь президента Чеченської Республіки Ічкерія Джохара Дудаєва.

## Будівлі
Вулиця забудована приватними будинками.